# Денніс Меландер
Денніс Меландер (швед. Dennis Melander, нар. 19 січня 1983) — шведський футболіст, захисник. Протягом майже всієї кар'єри грав за «Треллеборг», провівши понад 200 ігор за клуб в Аллсвенскан і Супереттан.

## Клубна кар'єра
Меландер почав займатися футболом у молодіжній команді «Треллеборга». Після того, як клуб вилетів з вищого дивізіону в кінці сезону 2001 року, він швидко закріпився в основній команді і до кінця сезону зіграв 25 із 30 ігор чемпіонату у другому дивізіоні 2002 року. Після травми хряща в коліні він пропустив наступний сезон, але з осені 2003 року повернувся до тренувань, а команда того року повернулась до Аллсвенскан. У результаті він дебютував у вищому дивізіоні в сезоні 2004 року.
Наприкінці 2004 року команда з Меландером знову вилетіла з еліти, але у наступному сезоні він знову зарекомендував себе як основний гравець і повернувся з командою до вищого дивізіону в кінці сезону 2006 року. Незважаючи на те, що йому неодноразово заважали травми та ушкодження він став капітаном команди зі Сконе.
У середині квітня 2011 року травма знову зупинила його і вивела зі строю на кілька тижнів. Хоча він повернувся на початку липня, але після трьох ігор знову отримав травму. Загалом у цьому сезоні він провів лише дев'ять матчів, і без свого капітана команда завершила сезон 2011 на передостанньому місці в таблиці і знову змушена була відправитись у другий дивізіон. У наступному сезоні, незважаючи на те, що він знову був переважно гравцем основного складу, провівши 21 матч був капітаном команди, клуб знову понизився у класі, до Дивізіону 1.
Після цього у Меландера закінчився контракт, а наприкінці березня 2013 року він приєднався до іншої команди з цього міста, «ІФК Треллеборг», який виступав у п'ятому за рівнем дивізіоні, де і грав до завершення кар'єри.

## Виступи за збірні
2004 року залучався до складу молодіжної збірної Швеції, з якою брав участь у молодіжному чемпіонаті Європи 2004 року в Німеччині, де шведи посли 4 місце. Всього на турнірі зіграв у одному матчі групового етапу проти Швейцарії (3:1).